# Red Bull RB12
Chronologie des modèles (2016)
Red Bull RB11 Red Bull RB13
La Red Bull RB12 est la monoplace de Formule 1 engagée par l'écurie autrichienne Red Bull Racing dans le cadre du championnat du monde de Formule 1 2016. Elle est pilotée par l'Australien Daniel Ricciardo qui effectue se troisième saison pour l'écurie de Milton Keynes et par le Russe Daniil Kvyat, présent chez Reb Bull depuis 2015. Ce dernier est remplacé par Max Verstappen à partir du GP d'Espagne. Les pilotes-essayeurs sont le Suisse Sébastien Buemi et le Français Pierre Gasly. 
Conçue par l'ingénieur britannique Adrian Newey, la RB12 est présentée le 22 février 2016 sur le circuit de Barcelone en Espagne. Évolution de la Red Bull RB11 de 2015, elle s'en distingue notamment par une nouvelle livrée d'où a disparu le nom de son ancien commanditaire Infiniti filiale haut de gamme de l'alliance Renault-Nissan. D'autre part, le moteur RE16 fourni par Renault est badgé TAG Heuer ; cette double mise en retrait a été voulue par Renault à la suite des  tensions provoquées par les critiques de Red Bull envers son motoriste en 2015.

## Création de la monoplace
Le moteur Renault ayant été confirmé très tardivement, la RB12 n'est qu'une évolution de la Red Bull RB11 de la saison précédente. Elle s'en distingue toutefois par des suspensions avant en forme de diapason, dont le bras, très allongé, agit comme un aileron. Les biellettes de direction, situées au dessus de ce bras, sont inspirées de la Mercedes AMG F1 W07 Hybrid. Les écopes de freins adoptent un design soigné alors que les encoches du fond plat imitent celles de la Ferrari SF16-H et les bras de suspension arrière trouvent leurs origines dans la Toro Rosso STR10 de 2015. Contrairement à la Renault R.S.16 qui dispose du même moteur, la RB12 dispose d'une triple sortie d'échappement, maintenue par une pièce métallique. Comme ses devancières, la monoplace penche vers l'avant, eu égard au rehaussement de sa partie arrière, afin de maximiser l'effet du diffuseur.
Adrian Newey déclare à propos de sa nouvelle création : « Je pense que notre motoriste a bien travaillé cet hiver. L’écart avec les meilleurs reste important mais chez Renault il y a de nouvelles personnes, plus de budget, une approche différente et cela devrait nous permettre de combler l’écart, doucement mais sûrement. En ce qui nous concerne, il ne peut y avoir de gros pas en avant avec des règles aussi stables et restrictives. Je ne m’attends donc pas à faire un bond dans la hiérarchie. Nous avons tiré les leçons de 2015, nous avons donc balayé devant notre porte et fait les changements nécessaires sur la voiture pour ne pas rencontrer les mêmes problèmes de comportement que sur la RB11 du début de l’année passée. Nous avons bien développé la RB11 l’an dernier et nous poursuivons sur cette route. Il ne devrait donc pas y avoir de mauvaises surprises sur le châssis de la RB12 ».
Le propriétaire de Red Bull Racing, Dietrich Mateschitz, souhaite améliorer les résultats obtenus en 2015 : « Je veux que nous finissions troisième du championnat constructeurs. Nous devons gagner la bataille face aux équipes clientes de Mercedes et Ferrari. Le nouveau personnel de Renault Sport est professionnel, passionné et déterminé. Même si nous poursuivons avec le même moteur que l’an dernier, j’ai l’impression que Renault pousse bien plus, avec de nouvelles personnes aux responsabilités ».

## Résultats en championnat du monde de Formule 1
| Saison | Écurie          | Moteur                  | Pneus   | Pilotes          | Courses | Courses | Courses | Courses | Courses | Courses | Courses | Courses | Courses | Courses | Courses | Courses | Courses | Courses | Courses | Courses | Courses | Courses | Courses | Courses | Courses | Points inscrits | Classement |
| Saison | Écurie          | Moteur                  | Pneus   | Pilotes          | 1       | 2       | 3       | 4       | 5       | 6       | 7       | 8       | 9       | 10      | 11      | 12      | 13      | 14      | 15      | 16      | 17      | 18      | 19      | 20      | 21      | Points inscrits | Classement |
| ------ | --------------- | ----------------------- | ------- | ---------------- | ------- | ------- | ------- | ------- | ------- | ------- | ------- | ------- | ------- | ------- | ------- | ------- | ------- | ------- | ------- | ------- | ------- | ------- | ------- | ------- | ------- | --------------- | ---------- |
| 2016   | Red Bull Racing | TAG Heuer RE16 V6 Turbo | Pirelli |                  | AUS     | BAH     | CHI     | RUS     | ESP     | MON     | CAN     | EUR     | AUT     | GBR     | HON     | ALL     | BEL     | ITA     | SIN     | MAL     | JAP     | USA     | MEX     | BRÉ     | ABU     | 468             | 2e         |
| 2016   | Red Bull Racing | TAG Heuer RE16 V6 Turbo | Pirelli | Daniel Ricciardo | 4e      | 4e      | 4e      | 11e     | 4e      | 2e      | 7e      | 7e      | 5e      | 4e      | 3e      | 2e      | 2e      | 5e      | 2e      | 1er     | 6e      | 3e      | 3e      | 8e      | 5e      | 468             | 2e         |
| 2016   | Red Bull Racing | TAG Heuer RE16 V6 Turbo | Pirelli | Daniil Kvyat     | Np      | 7e      | 3e      | 15e     |         |         |         |         |         |         |         |         |         |         |         |         |         |         |         |         |         | 468             | 2e         |
| 2016   | Red Bull Racing | TAG Heuer RE16 V6 Turbo | Pirelli | Max Verstappen   |         |         |         |         | 1er     | Abd     | 4e      | 8e      | 2e      | 2e      | 5e      | 3e      | 11e     | 7e      | 6e      | 2e      | 2e      | Abd     | 4e      | 3e      | 4e      | 468             | 2e         |

Légende : ici